# 삼국 시대의 불교
이 문서는 한국 역사에서 고구려 · 백제 · 신라의 삼국 시대에 전개된 불교를 설명한다.

## 개요
한국에 처음 불교가 전래된 것은 삼국 시대이다. 고구려 소수림왕(小獸林王) 2년(372)에 전진(前秦)의 순도(順道)가 불상과 불경(佛經)을 전한 것에서 비롯된다. 고구려의 전래보다 12년 뒤인 침류왕(枕流王) 원년인 384년에 동진(東晋)의 마라난타(摩羅難陀)가 와서 백제에 불교를 전하였다. 신라의 불교전래는 자못 수난을 겪은 바 많았으나 법흥왕(法興王) 14년(527)에 이차돈(異次頓)의 순교를 고비로 하여 공인되었다.
삼국 시대의 불교는 불교의 전래와 발전이 민간이 아닌 왕권을 강화하기 위하여 이루어졌기 때문에 호국적(護國的)인 성격을 강하게 띠었다.
불교의 전래 직후인 4∼5세기에는 대체로 종교의식과 불경과 논서의 논서의 보급에 그쳤고, 6세기에 들어와서야 비로소 불교사상이 이론적으로 탐구되어 되었으며, 6세기말에 이르면 삼국을 통틀어 불교가 토착사상인 무속신앙을 흡수 · 대체하는 지도적인 사상으로 자리잡게 되었다. 6세기와 7세기에는 여러 고승들이 각 분야에서 불후의 업적을 남겨 7세기 후반에는 한국의 종파 불교의 윤곽이 나타났다.

## 성격
삼국 시대의 불교 전래는 국가를 통하여 이루어졌고 국가 중심적인 종교로 되었으므로 호국적(護國的)인 성격을 강하게 풍기게 되었다. 개인적인 치병(治病)이나 구복(求福)도 포함되지만 국가의 발전을 비는 호국신앙(護國信仰)이 강렬하였다. 나라를 보호한다는 유명한 《인왕경(仁王經)》을 위주로 한 백좌강회(百座講會) 의식이 성행하였고, 이를 통하여 국태민안을 기도하였다. 백제나 신라의 많은 절이 호국적인 성격을 띠었으며, 특히 왕흥사(백제)와 황룡사(신라)는 호국의식을 전담한 사찰로서 그 규모는 대단하였다.
삼국 시대의 불교가 호국 불교적 특징을 지니게 된 것은 당시에 왕권 강화의 장애 요소로 작용하고 있던 귀족세력의 무속신앙적 사상 기반을 해소하기 위해 왕실에서 불교를 적극적으로 환영하여 받아들인 것에 연유하며, 이런 목적에서 삼국 시대의 불교는 무속신앙을 불교로 섭화(攝化)하는 작업에 집중되어 있었다. 신라의 삼국 통일(676)은 이러한 작업의 성숙기에 이루어졌다.

## 사상

#### 4~5세기
삼국에 불교가 처음으로 도입된 것은 4세기경으로 중국의 남북조 시대에 해당한다. 즉 중국 불교의 전성기라고 할 수 있는 이 시대에 남북조 각국에서 발달했던 불교가 혹은 외교적인 접촉에서 혹은 불교인 자신의 포교 활동에서 우리나라에 전래되었다.

#### 6세기
전래 직후인 4∼5세기에는 대체로 종교의식과 경론의 보급에 그쳤고, 6세기에 들어와서야 비로소 불교사상이 이론적으로 탐구되고 우리 자신이 능동적으로 중국 · 인도에까지 나가 불법을 구하고 이를 일본에까지 전하는 활약상을 펴게 되었다. 이 동안에 고구려 · 백제 · 신라의 교단도 차츰 정비되고, 토착사상인 무속신앙과의 마찰도 차츰 극복되어 6세기말에 이르면 삼국을 통틀어 불교가 지도적인 사상으로 자리잡게 되었다.
외래사상인 불교가 이러한 지위에까지 이르게 된 데는 중국의 선진 문명을 재빨리 받아들여 국가체제를 개혁하고 불교를 일으킨 고구려의 소수림왕(小獸林王: 재위 371-384), 백제의 침류왕(枕流王: 재위 384-385), 신라의 법흥왕(法興王: 재위 514-540) 등의 역할이 컸고, 특히 토착세력의 반발이 가장 컸던 신라에서 순교로 이를 극복한 이차돈(異次頓: 501-527)의 행적은 특기할 만한 것이다.
또한 단순한 신앙으로 만족치 않고 직접 중국 · 인도에까지 나아가서 불교사상에 접하고, 이를 직접 연구하여 해외에서 혹은 국내에서 불교이론을 설파한 고승으로 승랑(僧朗: fl. 6세기) · 의연(義淵: fl. 6세기 후반), 백제의 겸익(謙益: fl. 526), 신라의 혜량(惠亮: fl. 551) 등은 모두 위대한 선각이다.

#### 7세기
그러나 7세기에 들어서면서 [[慈: d. 622), 백제의 [[관륵

#### 불교 사상
대체로 이러한 경과를 보여주는 삼국시대의 불교를 이론면에서 본다면, 불교사 연구에 의연(義淵: fl. 6세기 후반)이, 삼론학(三論學)의 연구에 승랑(僧朗: fl. 6세기) · 실법사(實法師) · 인법사(印法師) · 혜관(惠灌: fl. 625-682) · 혜자(惠慈: d. 622) · 관륵(觀勒: fl. 602) 등이 있고, 성실학(成實學) 연구에 도장(道藏: fl. 7세기), 섭론학의 원광(圓光: 542-640), 천태학(天台學) 연구에 파야(波若), 열반학(涅槃學) 연구에 보덕(普德: fl. 650)과 원광(圓光: 542-640), 계율종(戒律宗) 교리 연구에 겸익(謙益: fl. 526) · 자장(慈藏: 590-658), 화엄학(華嚴學) 연구에 현황(玄光: fl. 6세기) · 연기(緣起: fl. 544), 밀교(密敎)의 전수에 명랑(明朗: fl. 668) · 밀본(密本: fl. 7세기) 등이 각각 불후의 업적을 남겨 7세기 후반에는 한국의 종파 불교가 윤곽을 나타나게 되었다. 이들에 의하여 개화한 불교사상은 곧 널리 민중 속에 침투되어 때로는 정치 이념화하고, 때로는 말세 구원의 비원이 담긴 미륵신앙(彌勒信仰)으로, 극락왕생(極樂往生)의 미타신앙(彌陀信仰)으로 발전하여 민족신앙으로 정착하기에 이르렀다.

## 종파

#### 교종의 오교
국가 위주의 불교는 종파성립에도 큰 영향을 미쳐 삼국시대에 가장 큰 역할을 한 종파는 계율종(戒律宗)이었다. 백제의 겸익(謙益)과 신라의 자장(慈藏)이 대표적인 계율종의 인물이었다. 특히 자장은 대국통(大國統)으로서 신라불교를 총관장했다.
고구려에서는 말기에 보덕(普德)이 중심이 되어 도교(道敎)의 불로장생사상을 척파하기 위하여 모든 중생은 영원불멸의 불성(佛性)을 갖고 있다는 열반종(涅槃宗)을 세우기도 하였다.
삼국 통일 이후 의상(義湘, 625∼702)에 의하여 화엄종(華嚴宗)이 개종(開宗)되었으며, 그는 중국 화엄의 대종장인 지엄(智儼)에게 수학한 이후 귀국하여 영주에 부석사(浮石寺)를 창건, 화엄종의 중심 도량이 되었다.
입당유학을 하지 않고 학승으로 숭앙받은 원효(元曉, 617∼686)는 법성종(法性宗)을 분황사(芬皇寺)에서 개창했으며, 법성종을 내세웠다고는 하나 화엄종, 기타 어느 종에도 치우침이 없었다. 그의 시호인 화정(和靜)에서 볼 수 있듯이 그는 일체를 화(和)로 통일시키려 했으므로 그 종을 해동종(海東宗)이란 별칭으로 부르기도 하였다.
또한 경덕왕(景德王: 재위 742∼765) 때는 유가론(瑜伽論)과 유식론(唯識論)을 중심교학으로 연구체계화한 법상종(法相宗)이 진표(眞表)에 의하여 금산사(金山寺)에서 개종되었다. 진표는 미륵신앙이 강하였으며 미륵설계와 점찰법(占察法)으로 민간을 선도하였는데 대단한 교세를 이룩하였다.

#### 정토교
위의 교종의 여러 파는 귀족사회에 환영을 받은 바 있지만 신라사회를 휩쓸었던 것은 미타신앙(彌陀信仰)인 정토교(淨土敎)의 형성이다. 이것은 원효의 무애가(無碍歌) · 무애춤에서 전교가 비롯된 신라 민중신앙의 대맥을 이룩하였던 것이다.

#### 선종 구산
8세기 말∼9세기 초부터 선종(禪宗)이 유입되기 시작하였다. 다른 종파가 소의경전(所依經典)에 의하여 그 종파의 특색을 나타내는 데 반하여 선종은 불립문자(不立文字)를 내세우는 것이다. 천만언설(千萬言說)에 의하지 않고 다만 직지인심(直指人心)하여 견성성불(見性成佛)하는 종파이다. 이와 같은 선종은 달마(達磨)에 의하여 중국에 유입되고 6조(六祖) 혜능(慧能)에 의하여 가장 성하였다.
신라에는 선덕여왕(善德女王: 재위 632∼647) 때 전래되어 헌덕왕(憲德王: 재위 809∼826) 때 도의(道義)에 의하여 크게 떨쳐 신라의 선종 9산을 이룩하였는데 그 9산은 다음과 같다.
1. 보림사(寶林寺)를 중심으로 하여 도의(道義)가 개산한 가지산파(迦智山派)
2. [[실상

#### 오교 구산
신라 말기와 고려 초에 확립된 선종 구산과 이에 앞서 성립된 교종의 오교를 합칭하여 5교9산(五敎九山)이라고 한다. 고려조에 와서도 5교9산이 유지되다가 의천(義天, 1055∼1101)이 천태종(天台宗)을 세우므로 9산이 합쳐 조계종(曹溪宗)이 되어 5교양종으로 이룩되었다.

## 참고 문헌
[[분류:삼국 시대의 불교| ]